# Pawieł Kuklinski
Pawieł Marjanawicz Kuklinski (biał. Павел Мар'янавіч Куклінскі; ur. 18 grudnia 1989) – białoruski siatkarz, grający na pozycji przyjmującego. 

## Sukcesy klubowe
Liga białoruska:
- 2011, 2012, 2015, 2016, 2017
- 2010, 2013

Puchar Białorusi:
- 2011, 2016

Puchar Grecji:
- 2022[5]

## Sukcesy reprezentacyjne
Liga Europejska:
- 2019